# 間藤徹
間藤 徹（まとう とおる、1954年 - ）は、日本の農学者、植物学者、栄養学者、元京都大学農学部教授。農学博士。専門は植物栄養学、土壌学。

## 来歴・人物
京都市で生まれ、広島で育つ。1972年広島市の修道高等学校を卒業し、1977年京都大学農学部農芸化学科を卒業、1982年同博士課程修了（農学博士）。京都大学農学部農芸化学科植物栄養学研究室助手、1994年同助教授を経て、2006年同教授に就任。2010年より総合地球環境学研究所客員教授も務める。2019年京大定年退官。
研究テーマは植物の無機栄養元素、熱帯東南アジアの農業。環境負荷を低下させつつ収量を増加させる農業について研究している。またホウ素過剰とカリウム欠乏に耐性をもつイネの育種を進めている。

## 著書
- 「植物栄養学 第2版」（共著、文永堂出版、2010）
- 「新植物栄養・肥料学」（共著、朝倉書店、2010）
- 「耕畜連携をめざした環境保全型畜産システムの構築とその評価」（共著、農林統計出版、2009）